# Sh2-140
Sh2-140 è una nebulosa a emissione visibile nella costellazione di Cefeo; fa parte della grande regione di formazione stellare del Complesso nebuloso molecolare di Cefeo.

## Osservazione
La nebulosa si trova nella parte centro-meridionale della costellazione, circa 5° a nord della stella ζ Cephei; si trova sul bordo di un vasto complesso oscuro e può essere ripresa nelle fotografie a lunga posa su grandi telescopi amatoriali. Al suo interno si trova un gruppo di stelle giovani di nona e decima magnitudine, dominate da HD 211880, una stella bianco-azzurra di sequenza principale di classe spettrale B0.5V con una magnitudine 7,74. La regione centrale è completamente invisibile nelle immagini ottiche, mentre dalle immagini al vicino infrarosso e nelle onde radio si evince la presenza di un ammasso di stelle molto concentrato.
La nebulosa si trova a una declinazione fortemente settentrionale, pertanto è ben visibile solo dalle regioni poste a nord dell'equatore; dall'emisfero sud la sua visibilità è limitata alle regioni tropicali. Il periodo in cui raggiunge l'altezza massima sull'orizzonte è compreso fra i mesi di settembre e dicembre.

## Caratteristiche

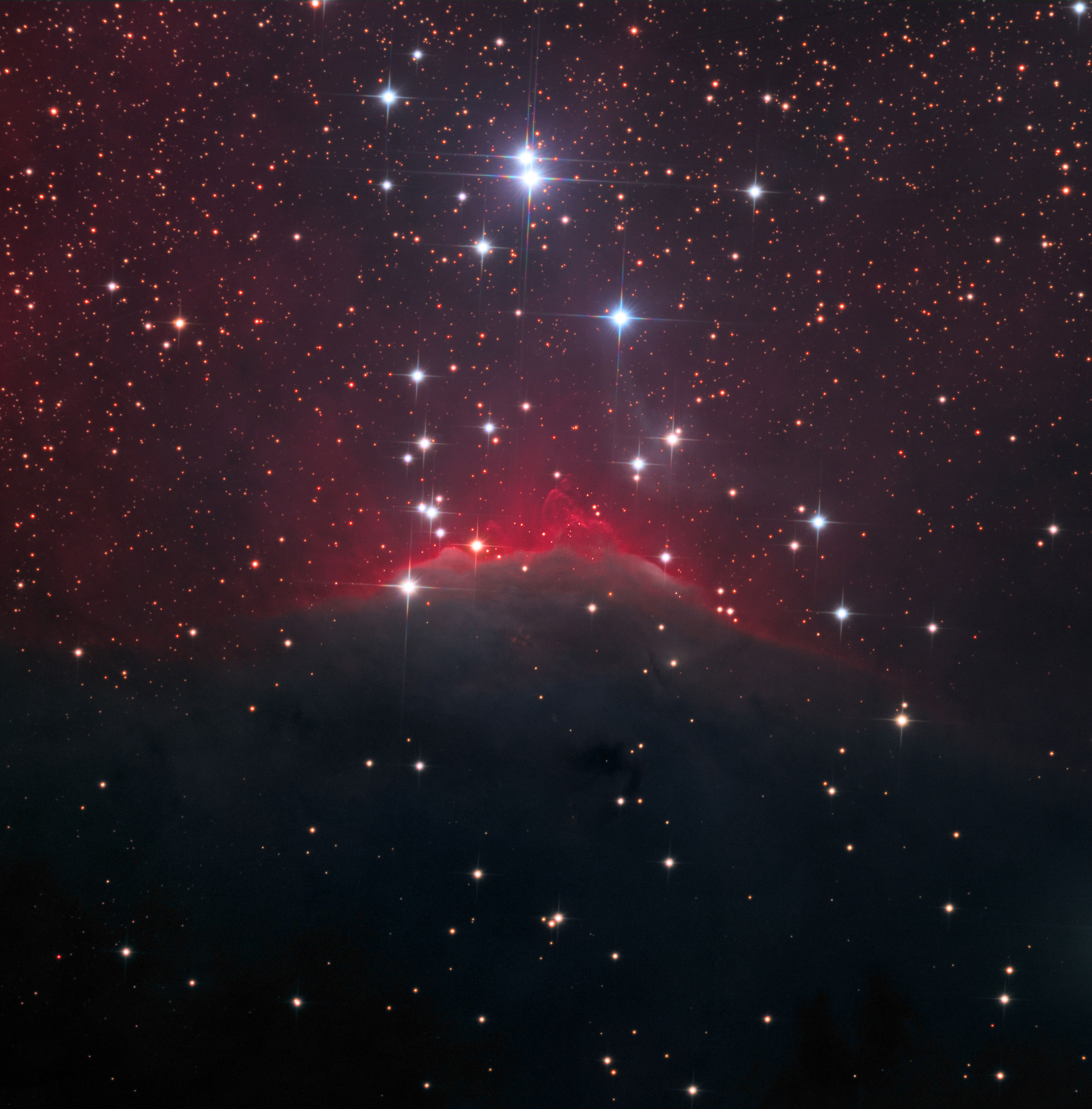
Sh2-140.

Sh2-140 è una regione H II situata sul bordo sudoccidentale della nebulosa oscura LDN 1204, nella Bolla di Cefeo, a una distanza di circa 900 parsec (2900 anni luce) dal Sole. La stella responsabile della ionizzazione dei gas della nebulosa è HD 211880, una stella azzurra sulla sequenza principale; la temperatura delle polveri sarebbe di appena 35 K, mentre la sua massa sarebbe pari a 600 M☉.

## Struttura
Su questa nebulosa sono state condotte diverse osservazioni a più lunghezze d'onda, centrate soprattutto nella regione brillante sul bordo di LDN 1204 e sulle sorgenti infrarosse situate posteriormente ad essa. Le osservazioni su tutta la banda dell'infrarosso sono state condotte principalmente allo scopo di individuare eventuali giovani stelle presenti nella regione; a seguito di questi studi fu redatto un primo catalogo comprensivo di tutti gli oggetti stellari giovani di Sh2-140, consistente in tre sorgenti infrarosse, IRS 1, IRS 2 e IRS 3, a cui vennero aggiunte altre due sorgenti scoperte in seguito. Dagli indici spettrali delle prime tre sorgenti venne dedotto che esse si originano da una debole regione H II ionizzata dai fotoni provenienti da una singola stella di sequenza principale di classe B.
Dall'osservazione delle protostelle è stato invece sviluppato un modello semplificato della regione che è stato utilizzato per ottenere le condizioni fisiche delle polveri e dei gas qui presenti; la sorgente IRS 1 appare circondata da un denso disco di polveri, illuminato in parte dai fotoni che emergono dalle sue regioni polari assieme al bordo interno di un involucro di gas molecolare. Il modello sviluppato a partire da queste osservazioni è in grado di spiegare la distribuzione diffusa dell'intensità di luce; il colore blu delle regioni circostanti implica poi l'esistenza di un campo di radiazione con temperature relativamente basse, di 800-900 K.